# Parasinilabeo microps
Parasinilabeo microps är en fiskart som först beskrevs av Su, Yang och Xiaolong Cui 2001.  Parasinilabeo microps ingår i släktet Parasinilabeo och familjen karpfiskar. Inga underarter finns listade i Catalogue of Life.